# 알바로 사모라
알바로 호세 사모라 마타(스페인어: Álvaro José Zamora Mata, 2002년 3월 9일 ~ )는 코스타리카의 축구 선수로 포지션은 윙어이다. 현재 그리스 수페르리가 엘라다의 클럽인 아리스에서 활약하고 있다.